# أنجيلو كاباتو

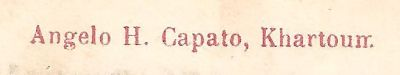
ختم بطاقة بريدية 1908

أنجيلو كاباتو، المولود باسم أنجيلوس هيليا كاباتوس (Άγγελος Ήλιος Καπάτος) في جزيرة كيفالونيا الأيونية في غرب اليونان (1854–1937)، كان من أبرز أصحاب الأعمال «وأحد أقوى الأشخاص» في السودان الإنجليزي المصري في بداية القرن العشرين.

## الحياة

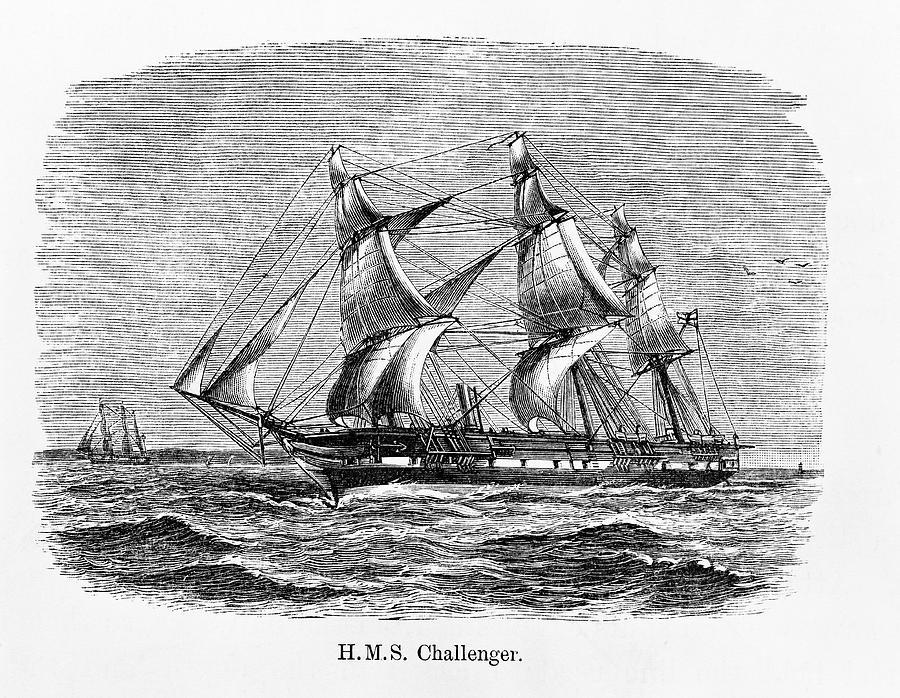
HMS تشالنجر في عام 1874

نشأ كاباتو من عائلة بحرية في كيفالونيا، التي كانت محمية بريطانية منذ عام 1815. شارك كل من جده ووالده في العديد من الحملات العسكرية للبحرية الملكية البريطانية. غادر منزله «بينما كان لا يزال صبيا» وانضم إلى البحرية البريطانية في مرحلة ما. وصل إلى ميناء السويس المصري عام 1870. بعد ذلك بعامين انضم إلى طاقم رحلة جون موراي تشالنجر، وهي مهمة علمية رائدة في علم المحيطات استمرت حتى عام 1876. في عام 1882، تابع مهمة استكشاف النيل البريطاني كتاجر صغير.

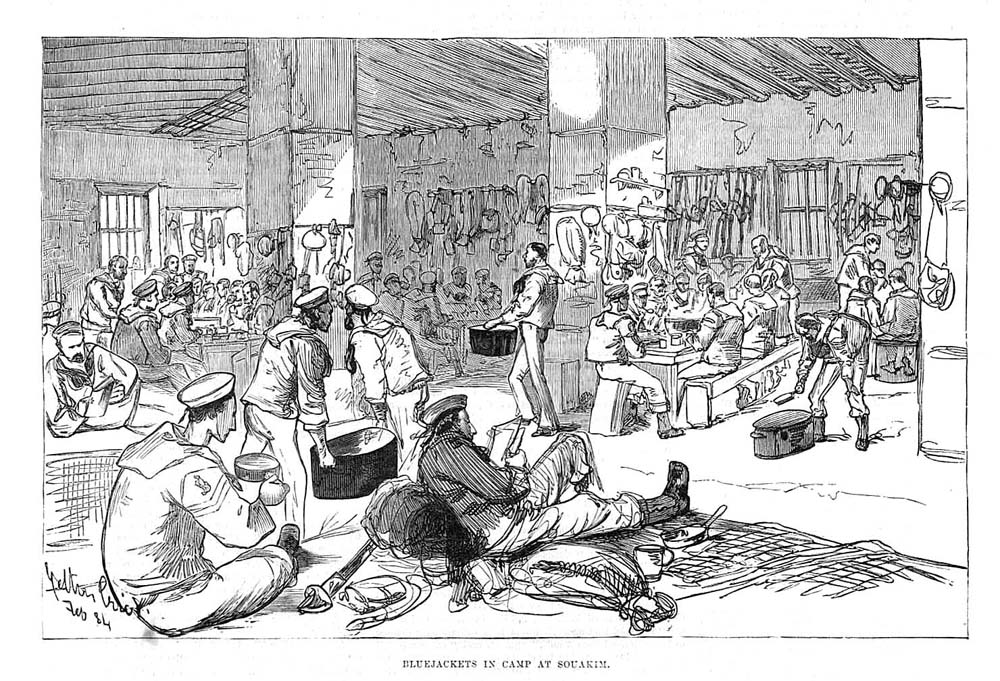
مقصف البحرية في سواكن، 1884

في عام 1883، وصل كاباتو إلى مدينة الميناء السودانية سواكن على البحر الأحمر وكيلا عن شركة جون روس وشركاه التجارية التي تتخذ من الإسكندرية مقراً لها، وفي عام 1884، حيث كانت الثورة المهدية تصاعدت في معظم السودان، وبدأ كاباتو بتوريد مؤن للجيش والبحرية البريطانية. بعد سقوط الخرطوم عام 1885، بقيت سواكن تحت السيطرة البريطانية وأصبحت موقعًا استراتيجيًا أكثر أهمية.

في عام 1886، انتهت الشراكة مع روس وبدأ كاباتو مشروعه الخاص. وفقا لأنتونيس تشالديوس، الذي كتب أطروحة دكتوراه حول تاريخ الإغريق في السودان، حصل كاباتو في نفس العام على الجنسية البريطانية. أصبح الممون الرئيسي للقوات الأنجلو المصرية، خاصة في اللحوم الطازجة، أسس شبكة من المقاصف، يديرها اليونانيون،  ومصنع ثلج. عرضت الشركة أرباحًا ضخمة، ولكن تكبد كوباتو أيضًا خسائر فادحة في بعض الأحيان، خاصةً بسبب أمراض الحيوانات. في مرحلة ما، قام أيضًا بتجنيد حوالي 3.000 عامل متعاقد من اليمن للسلطات البريطانية من أجل تحصين Suakin: 
 " Capato parlayed توريد الماشية إلى إمداد الرجال."  
 عندما بدأ الجيش الإنجليزي المصري بقيادة هربرت كيتشنر استعادة السودان في عام 1896، تبع كاباتو وتجار يونانيون آخرون القوات الغازية من وادي حلفا  وتخصصوا مرة أخرى في تقديم الطعام للقوات والضباط. مرة أخرى، كانت هوامش الربح لتوريد " واردات باهظة الثمن" ضخمة - مثلما كانت المخاطر: بعد هزيمة النظام المهدي في عام 1898 وانسحاب معظم الجنود الأجانب، تُرك كاباتو " مع مخازن كبيرة" فاخرة المنتجات التي ثبت استحالة بيعها إلى الشركات التابعة المصرية والسودانية". في حين كافحت طبقة التجار السودانيين للتعافي من صدمة الهزيمة، افتتح إنشاء عمارات الأنجلو المصرية عام 1899 فرصًا تجارية واسعة للتجار الأجانب، وخاصة اليونانيين مثل كاباتو واللبنانيين والسوريين. كان كاباتو في وضع جيد بشكل خاص: خاصة انه بلإضافة لاتقانه الإنجليزية والعربية، كان أيضًا يتقن تسعة لهجات محلية. وبحسب كلدوس 
 " لقد كان الشريك الأقرب للحكومة والقائد العام نفسه".  

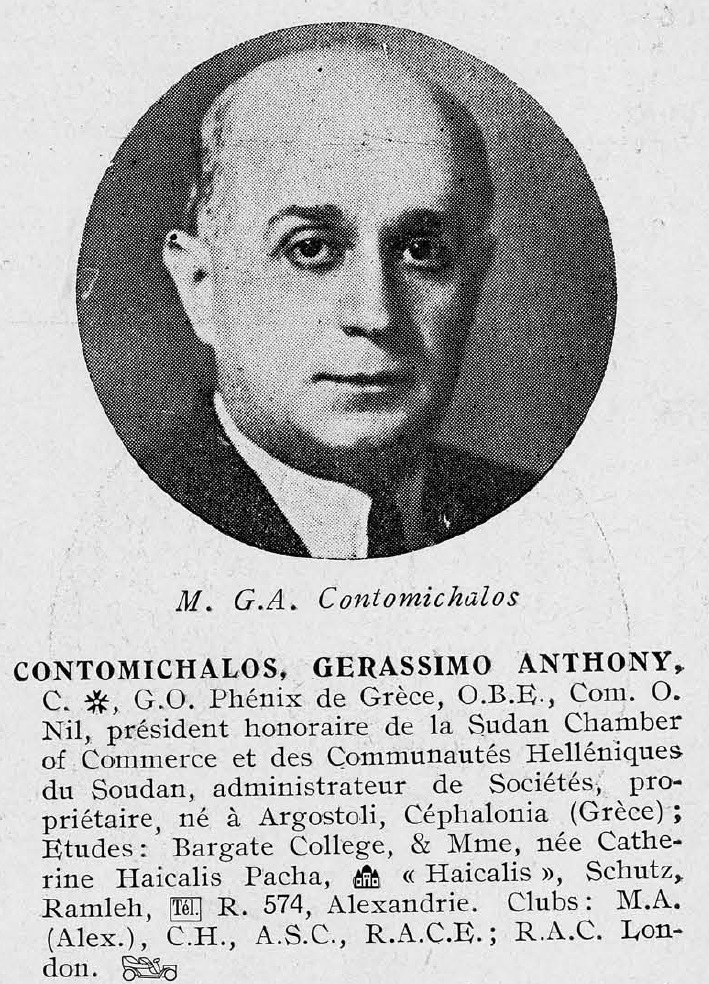
ابن شقيق كاباتو كونتوميكالوس

وهكذا، وسع كاباتو بسرعة أنشطته التجارية بما يتجاوز توفير الإمدادات للنظام الاستعماري. في الخرطوم، أصبح أحد «رواد البناء». انخرط في التجارة بالعاج من جنوب السودان والصمغ العربي من كردفان. لهذا، أقام شبكة من المراكز التجارية في جميع أنحاء البلاد مع وكلاء يونانيين، اشتروا العاج واللثة بينما كانوا يخدمون أيضًا المسؤولين الاستعماريين. تم تسمية أحد القوارب التي يملكها كاباتو واستخدامها لنقل البضائع على النيل الأبيض بعد جزيرته كيفالونيا.
وسرعان ما توسعت أنشطته التجارية في دولة الكونغو الحرة أيضًا، حيث أنشأ أيضًا شبكة من الوكلاء اليونانيين - مما ساهم في إنشاء مجتمع يوناني في الكونغو لا يزال موجودًا حتى اليوم. وبالمثل، يمكن القول إنه كان أحد الأباء المؤسسين للجالية اليونانية في جنوب السودان.
في الوقت نفسه، بدأت فنادق كاباتو المملوكة  لشركة نشر للبطاقات البريدية (انظر صورة الرأس)، وأدارت خدمة لتجهيز حفلات الصيد الكبيرة.  بالإضافة إلى ذلك، «حصل على عقارات كبيرة في الجزيرة وحول الخرطوم»  لزراعة القطن. وفقا لكالديوس، استأجر حوالي 6000 هكتار، أنتج 100.000 رطل من القطن في عام 1907.

بالنسبة لأنشطته التجارية المتعددة، قام كاباتو بتجنيد أعداد كبيرة من اليونانيين، ويفضل أن يكون ذلك من أفراد الأسرة مثل ابن أخيه جيراسيموس كونتوميكالوس، الذي ذهب خلفا لعمه كأبرز تاجر قطب منذ ما يقرب من نصف قرن: 
 «كفل ملف التوظيف هذا توظيف رجال جديرين بالثقة لملء مناصب مهمة مثل مديري المخازن أو فروع الشركة. عادة ما بقي هؤلاء الشباب في الشركة لبضع سنوات من أجل اكتساب معرفة عملية باللغة العربية، والتعرف على البيئة الجديدة وتعلم وظائفهم من الداخل. بعد الانتهاء من» التلمذة الصناعية«، قرر الكثيرون تجربة حظهم بأنفسهم من خلال إنشاء مقصف صغير في جزء مختلف من البلاد.»  
 مع نمو عدد الإغريق في السودان بشكل سريع، لعب كاباتو دورًا رئيسيًا في إنشاء المجتمع الهيليني في الخرطوم عام 1902. أصبح النائب الأول لرئيسها  وبعد ذلك ببضع سنوات رئيسها أيضًا. أيضا في عام 1902، كان أحد الأعضاء المؤسسين لغرفة تجارة أم درمان و - في عام 1908 - لغرفة التجارة اليونانية بالخرطوم. في عام 1907، أصبح أحد أقارب Capato's - Paraskevas Capatos - الرئيس المؤسس للجماعة اليونانية في بورتسودان. أيضًا في عام 1907، عندما قلق الاستراتيجيون البريطانيون من أن التمرد في مصر يمكن أن يمتد إلى السودان، أسس كاباتو بناءً على طلب الحاكم العام ريجنالد وينجت نادي البندقية اليوناني، 
 «التي يمكن أن تكون بمثابة مكان للتدريبات العسكرية السرية. مهما كانت طبيعة هذه الحلقة، فهي تقول شيئًا عن كيف رأى كاباتو - وربما العديد من الإغريق الآخرين - أنفسهم كصاعدين من النظام» الاستعماري". "  
 في ذروة ثروة كاباتو وقوته - في عام 1906 - التقى عالم الآثار البريطاني ريجينالد كامبل طومسون «نابليون المالية» في سواكن وأشار إلى: 
 «كان اسمه عظيماً لدرجة أن المرء كان يميل إلى التفكير في البابا غريغوري، السودان غير الأنغلو، سيد أنجيلو.»  
 ومع ذلك، في نفس العام، بدأت ثروات كاباتو تتحول بطريقة مأساة يونانية قديمة: 
 «بدأت سلسلة من الحظ السيئ عندما غرقت عاصفة عددًا كبيرًا من قواربه (بعضها يبحر شمالًا يحمل صمغ والبعض الآخر يتجه جنوبًا بالملح والبضائع العامة) بين شلال ووادي حلفا. لم يتم التأمين على أي شيء وبلغ إجمالي الخسارة مجتمعة 46200 جنيه إسترليني. بعد هذه المصيبة مباشرة، تسبب حريق في بورتسودان في خسائر بلغت 33000 جنيه إسترليني أو أكثر ثم تسبب الحريق (ربما الحرق المتعمد) في متاجره في الخرطوم في تلف 55,800 جنيه إسترليني، وأخيرًا، أدى حريق في مخزنه في غندكرو إلى تدمير سلع بقيمة 47000 جنيه إسترليني.» 

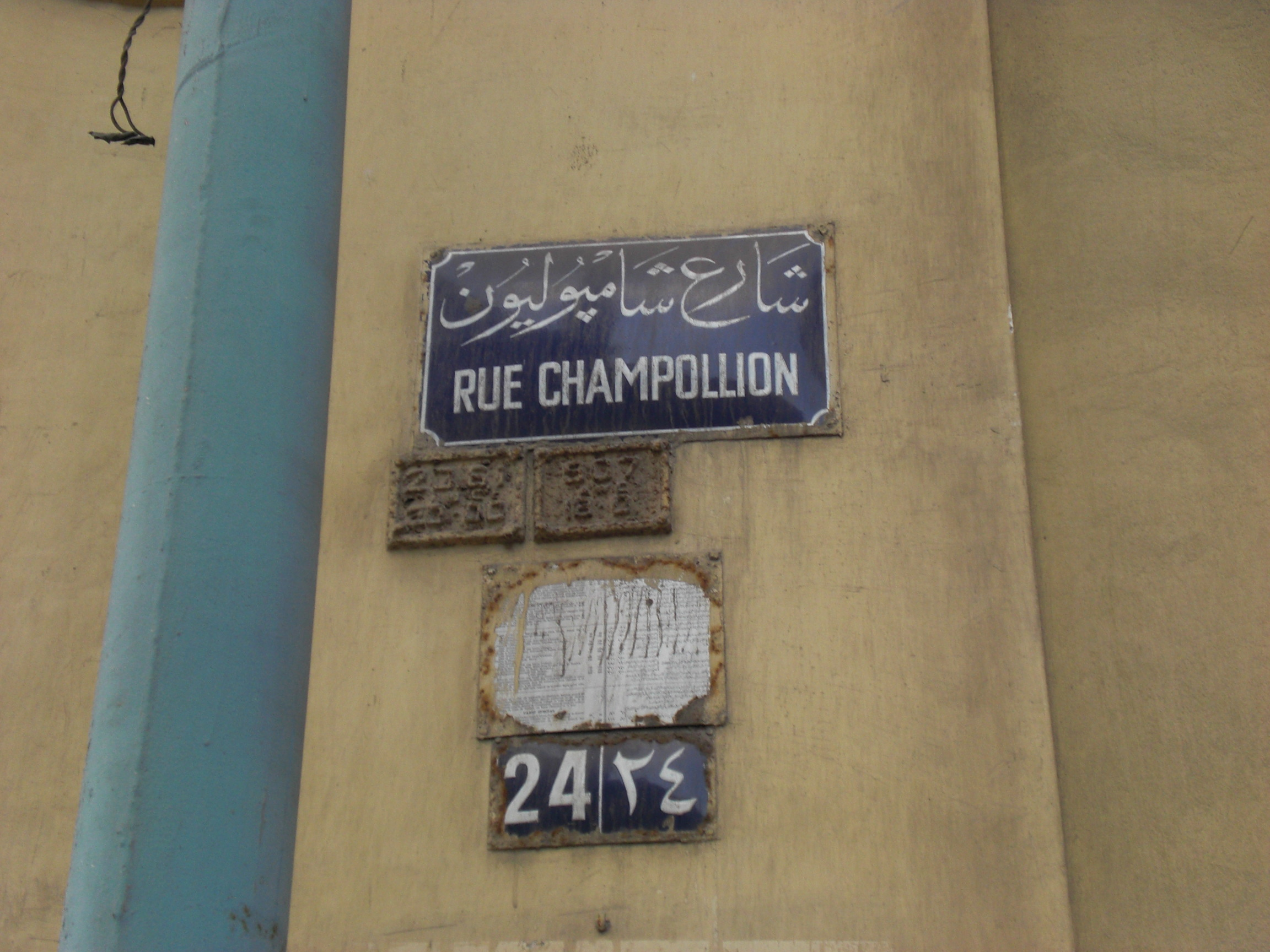
شارع شامبليون في الإسكندرية، حيث قضى كاباتو سنواته الأخيرة.

في السنوات التالية استمرت تلك المصائب، في حين أصبح دائنيه أكثر قلقا بشأن مستحقاتهم. بحلول عام 1912، ازداد عبء الديون بشكل كبير بحيث اضطر كاباتو لإعلان الإفلاس. بعد ذلك بعامين، وبدعم من ابن أخيه كونتوميكالوس، عاد كاباتو من خلال بدء مقصف صغير.
في عام 1926، تلقى كاباتو وسام الإمبراطورية البريطانية.

عندما انهار مشروعه الصغير أيضًا بعد ذلك بعامين، انتقل كاباتو إلى الإسكندرية، حيث كان هناك مجتمع كبير من اليونانيين في مصر في ذلك الوقت. قابله الكاتب المسرحي الأمريكي روبرت هوبارت ديفيس هناك في عامه الثمانين ووجده 
 «مع كسر ساقيه، [..] كتابة مذكراته والتفكير في ماضيه الدرامي .»  
 لم يتم نشر الكثير عن حياة كاباتو الخاصة، باستثناء أنه كان «أبًا لعائلة كبيرة». في سنواته الأخيرة، عاش في 19 شارع شامبليون بالإسكندرية ببدل شهري قدره 55 جنيهًا إسترلينيًا من كونتوميكالوس، الذي تعهد بدفع هذا المبلغ حتى تحسن الوضع المالي في كاباتو. قبل وفاته بقليل في عام 1937، علق كاباتو بشكل مقتضب: 
 «الأيام الأفضل لم تأتِ أبدًا».  

## ميراث

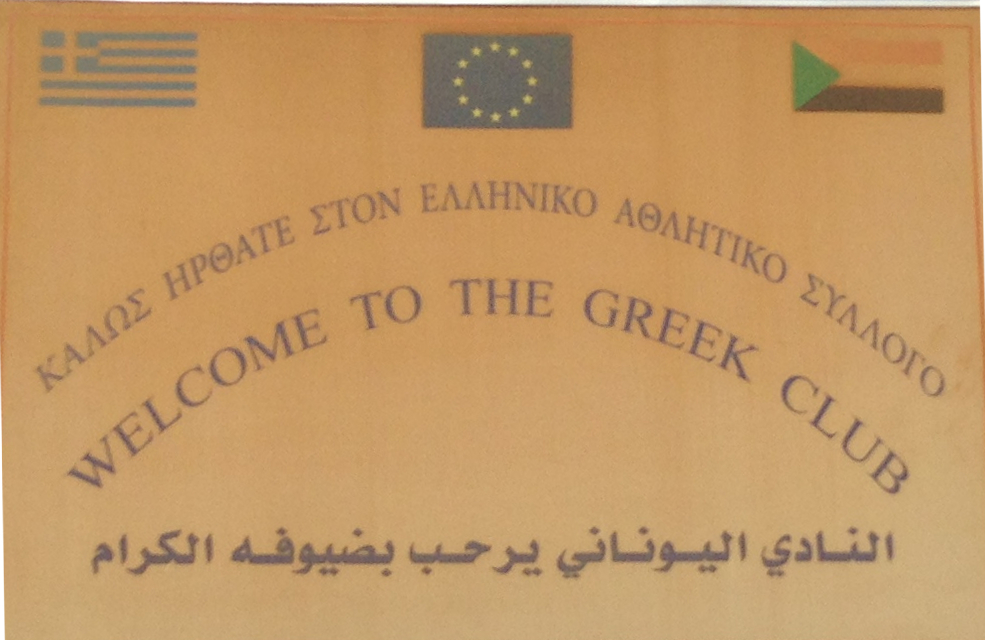
النادي الرياضي لألعاب القوى بالخرطوم (2018)

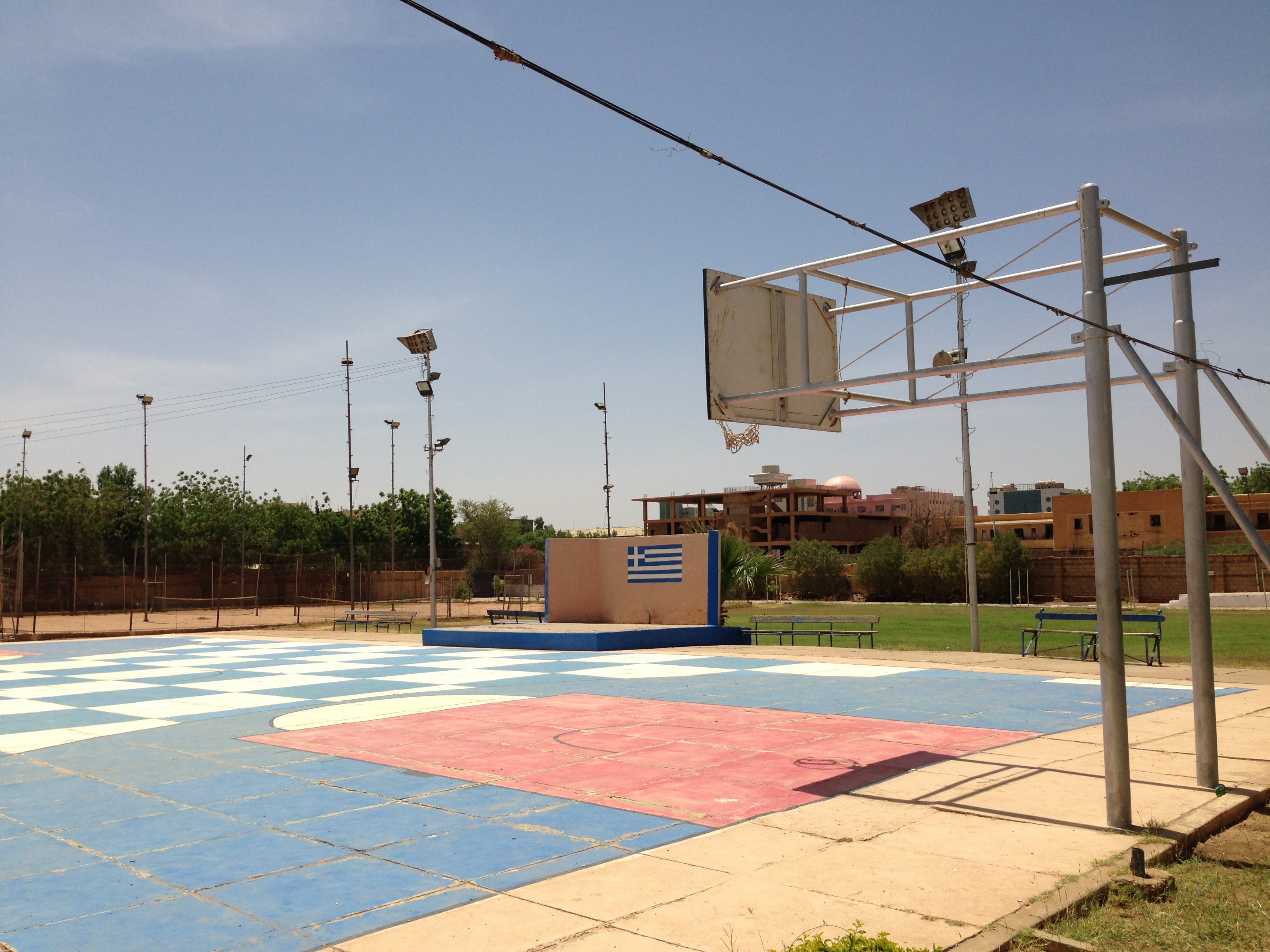
مباني النادي (2018)

استمر نادي البندقية اليوناني، الذي أسسه كاباتو، في الوجود بعد قرن من الزمان باعتباره أحد أبرز أماكن الوجود اليوناني في السودان في شكل نادي الألعاب الرياضية اليونانية (HAC)، منذ اندماج نادي البندقية اليوناني مع نادي الجمباز اليوناني عام 1913. يحظى HAC بشعبية خاصة لدى الوافدين لحمام السباحة الخاص به. لا يزال المجتمع الهيليني في الخرطوم، الذي شارك في تأسيسه كاباتو، موجودًا أيضًا، على الرغم من انخفاض عدد أعضائه إلى حوالي 150 في منتصف عام 2010 - تقريبًا نفس المستوى الذي تم إنشاؤه في عام 1902. 

بالنسبة لأكاديميا السودان، فإن قصة حياة كاباتو مثيرة للاهتمام بشكل خاص، لأنه كتب - أو أملى - مذكراته قبل وفاته ببضع سنوات. تم تقديم المخطوطة غير المنشورة باللغة الإنجليزية من قبل إدوين جيفري سارسفيلد هول، الذي دخل الخدمة السياسية الاستعمارية في السودان عام 1909 وتقاعد في عام 1936 كمحافظ للخرطوم، إلى أرشيف السودان لجامعة درم. استنتج عالم الأنثروبولوجيا اليوناني Gerasimos Makris، المرتبط بإغريق السودان من خلال الزواج، والمؤرخ النرويجي Endre Stiansen: 

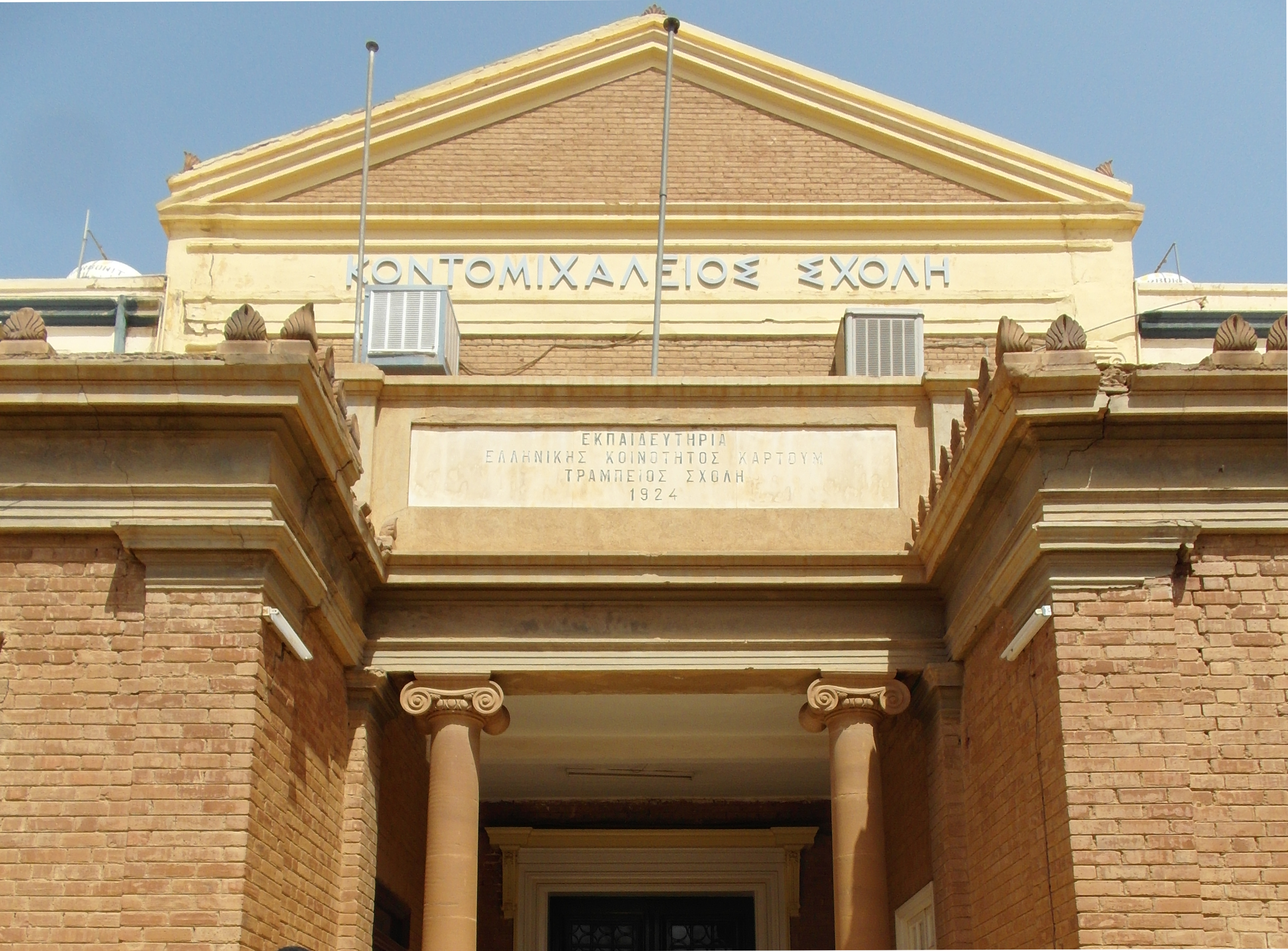
مدرسة Kontomichaleios الثانوية والليسيوم في الخرطوم (2015) ، سميت باسم ابن أخت كاباتو

 «توضح مهنة كاباتو كيف استغل التاجر اليوناني (الذي يحمل جواز سفر بريطاني) بدون وسائل خاصة الفرص الاقتصادية لبناء أعماله الخاصة ليصبح ركيزة من ركائز المجتمع. علاوة على ذلك، يقدم تاريخ حياته منظورًا مثيرًا للاهتمام على حد سواء للتغيرات الاجتماعية والاقتصادية في السودان خلال الجزء الأول من فترة الشقة، بالإضافة إلى تشكيل مجتمع أجنبي قوي.»  

و: 
 ينتمي كاباتو إلى "الطبقة العليا" من المستوطنين اليونانيين، ولكن بعد انهيار مشاريعه التجارية لم يكن لديه الوسائل للعب دور قيادي في المجتمع. وبمعنى ما، استمر في التأثير على تطور المجتمع اليوناني من خلال ابن أخيه، جيراسيموس كونتوميكالوس. من خلال مقارنة الرجلين، من الممكن أن نرى كيف تغير المجتمع من 1900 إلى 1920. بينما كان كاباتو متلهفًا نشيطًا ازدهر في حالة من الفوضى، جاء كونتوميكالوس إلى السودان كشاب متعلم جيدًا ميز نفسه بالعمل الجاد والمنهجي. إذا كان كاباتو يمثل الماضي الملون والمغامر للوجود اليوناني في السودان، فإن كونتوميكالوس جسد إنجازات المجتمع الناضج." 